# Sainte-Valière
Sainte-Valière é uma comuna francesa na região administrativa de Occitânia, no departamento de Aude. Estende-se por uma área de 6,39 km². Em 2010 a comuna tinha 560 habitantes (densidade: 87,6 hab./km²).